# Kirche Masans

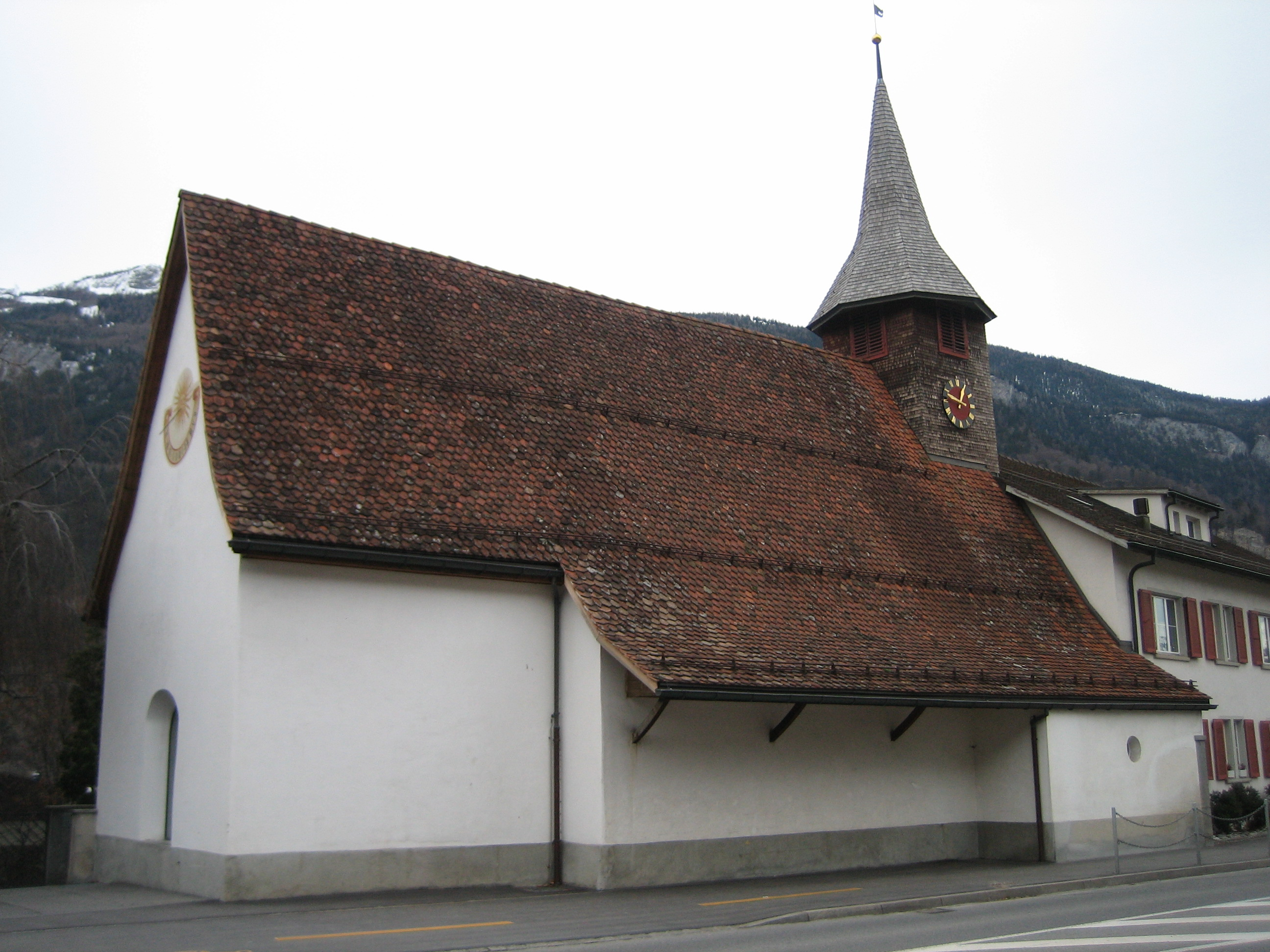
Kirche Masans

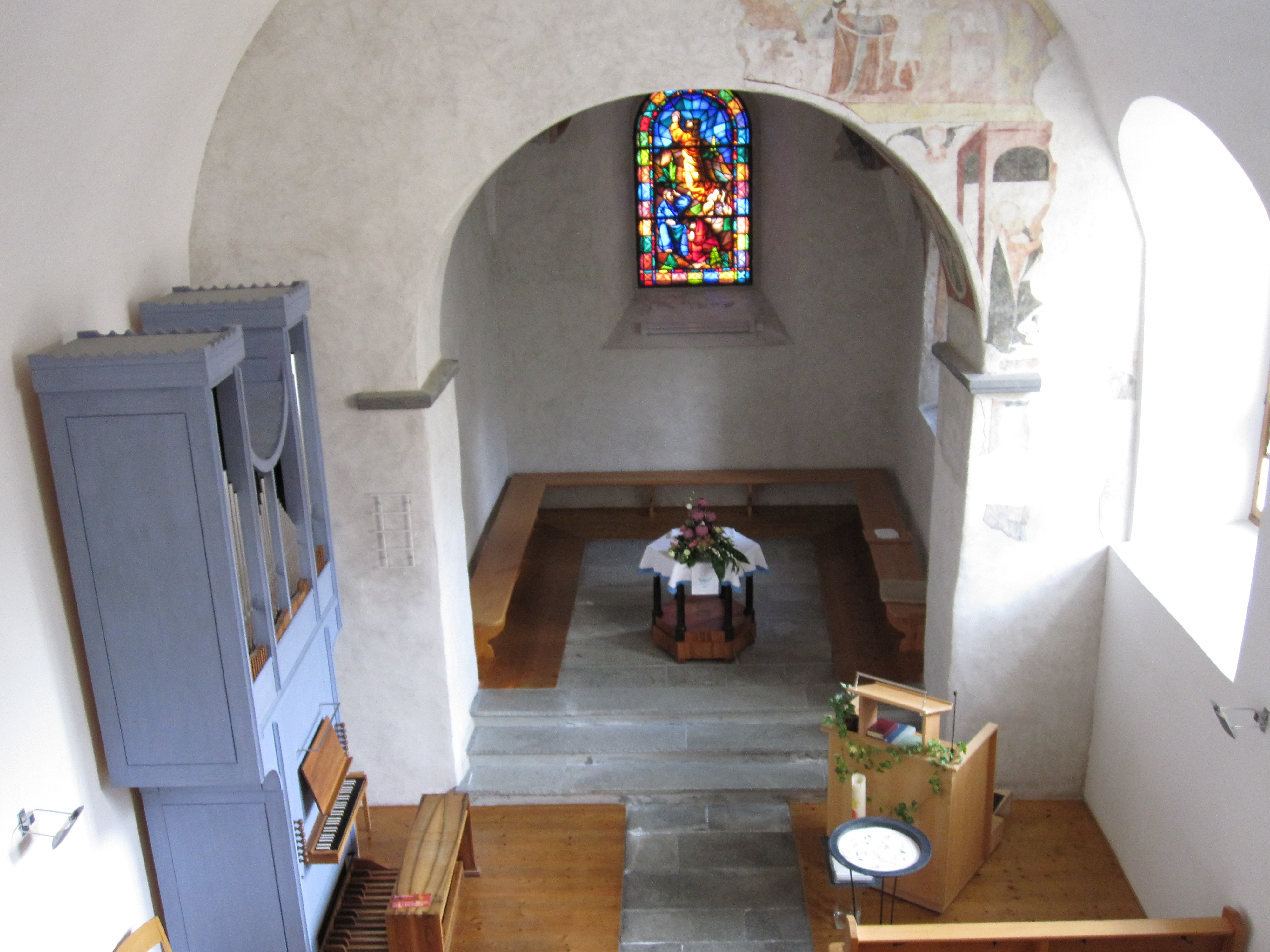
Innenansicht

Die Kirche Masans ist nach der Martinskirche und der Comanderkirche die kleinste der drei Predigtstätten der reformierten Kirchgemeinde Chur innerhalb der Evangelisch-reformierten Landeskirche Graubünden. Sie liegt am Rand des Churer Stadtquartier Masans an der Masanserstrasse.

## Geschichte
Auf dem Boden der heutigen Kirche stand früher ein Krankenhaus, das vom Bistum Chur unterhalten wurde.
Die älteste Bausubstanz der Kirche geht auf das 13. Jahrhundert zurück. Geweiht ist die Kirche dem Pestheiligen St. Sebastian.
Der Turm stammt aus vorreformatorischer Zeit und wurde um das Jahr 1500 errichtet. Die letzte Renovation erfolgte im Jahr 1998.

## Nutzung
Direkt an die Kirche angebaut sind das Pfarrhaus des Quartierpfarrers und der Gemeindesaal. Die Kirche Masans ist auch Ort der monatlich stattfindenden Gottesdienste in rätoromanischer Sprache im ansonsten grossmehrheitlich deutschsprachigen Chur.

## Galerie

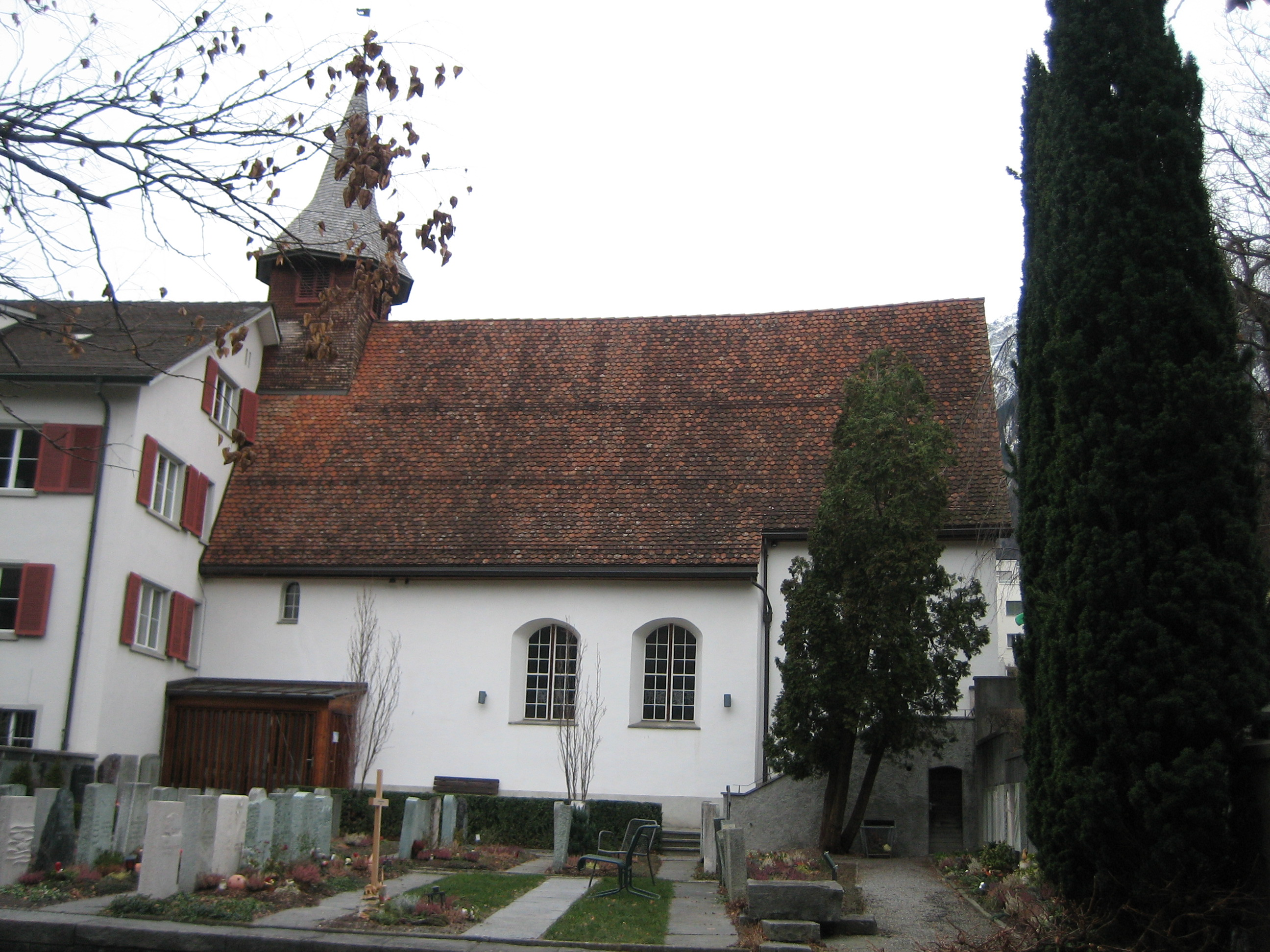
Ansicht von Westen, mit Friedhof
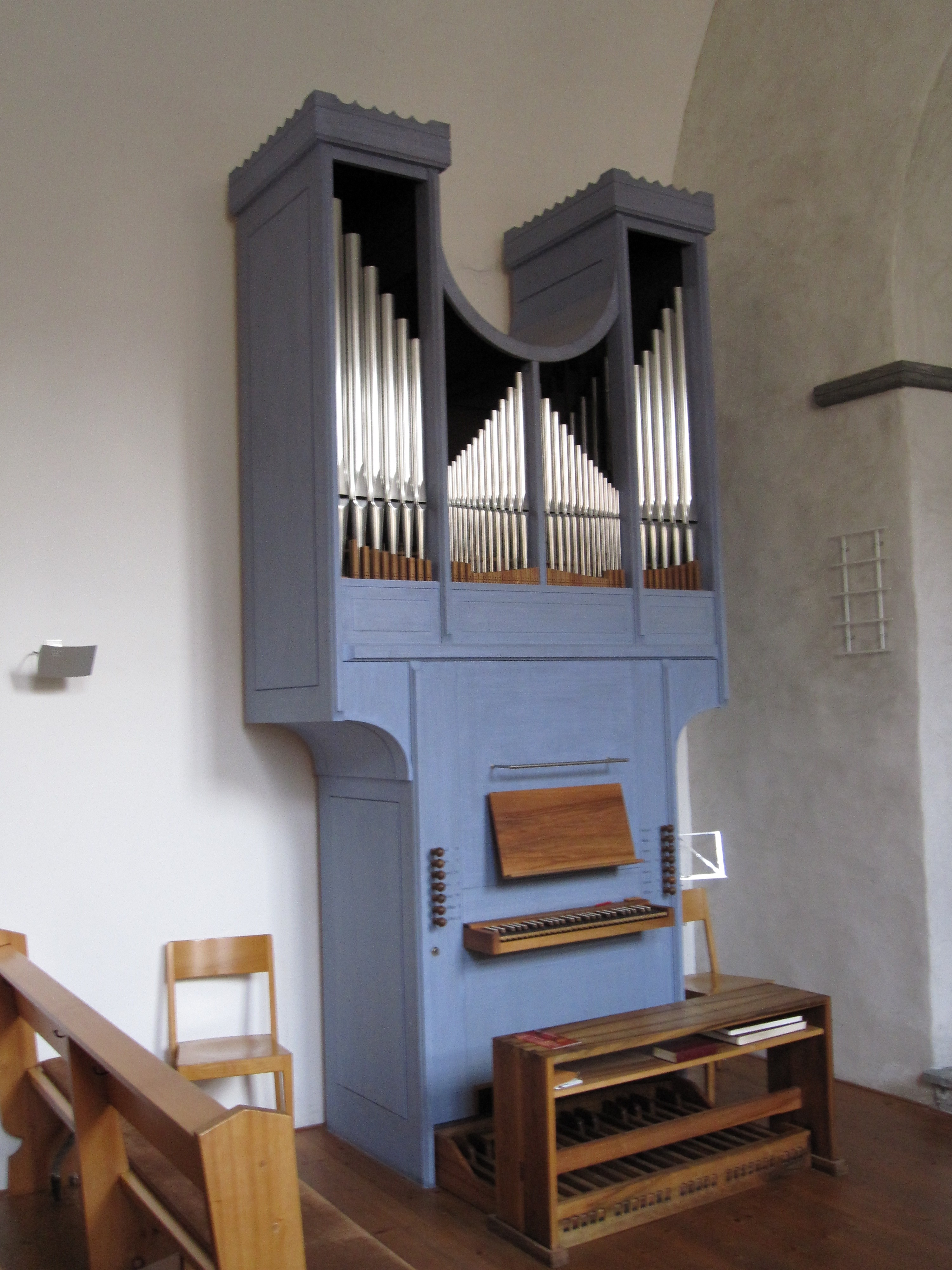
Orgel
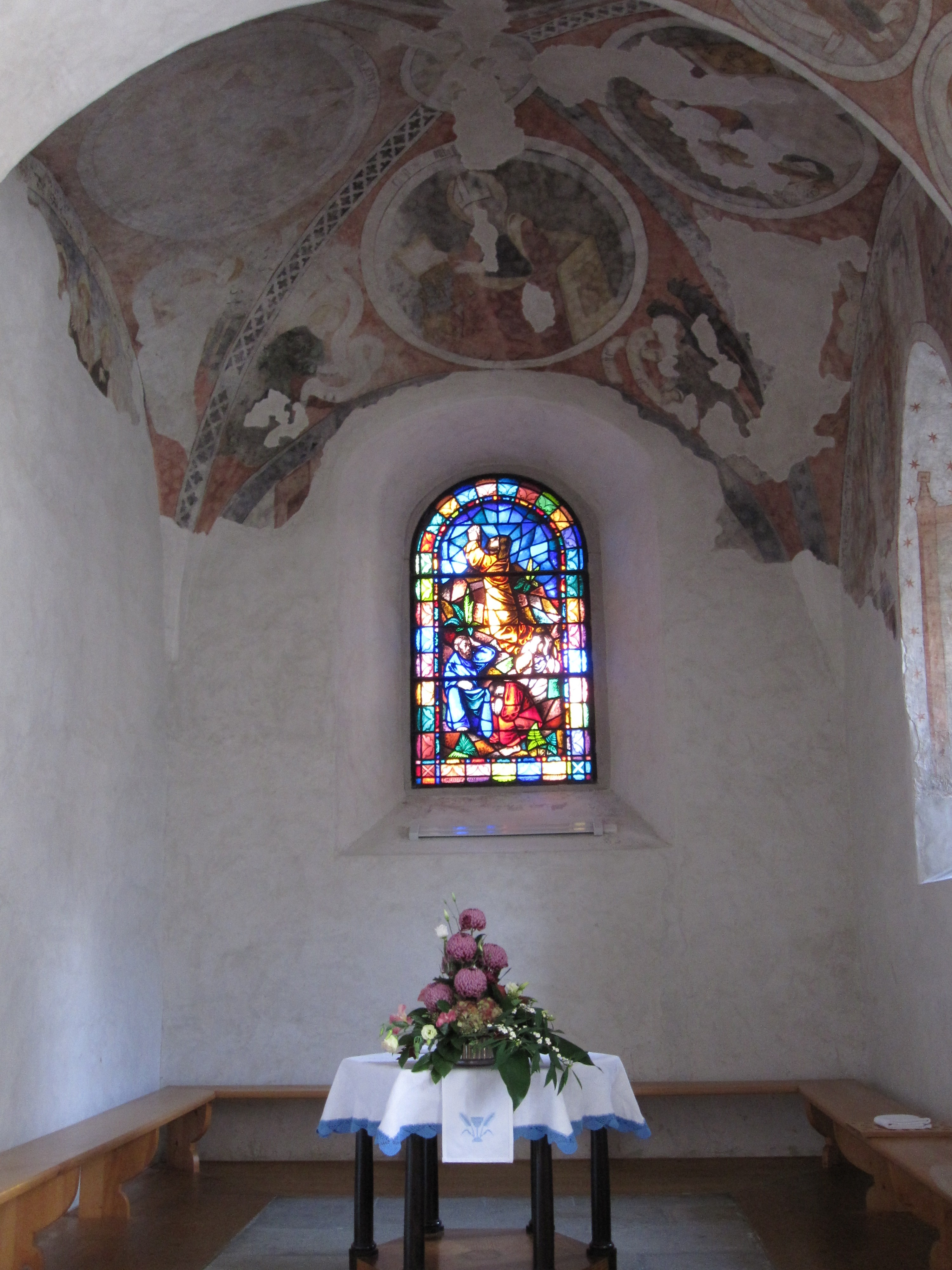
Chorraum
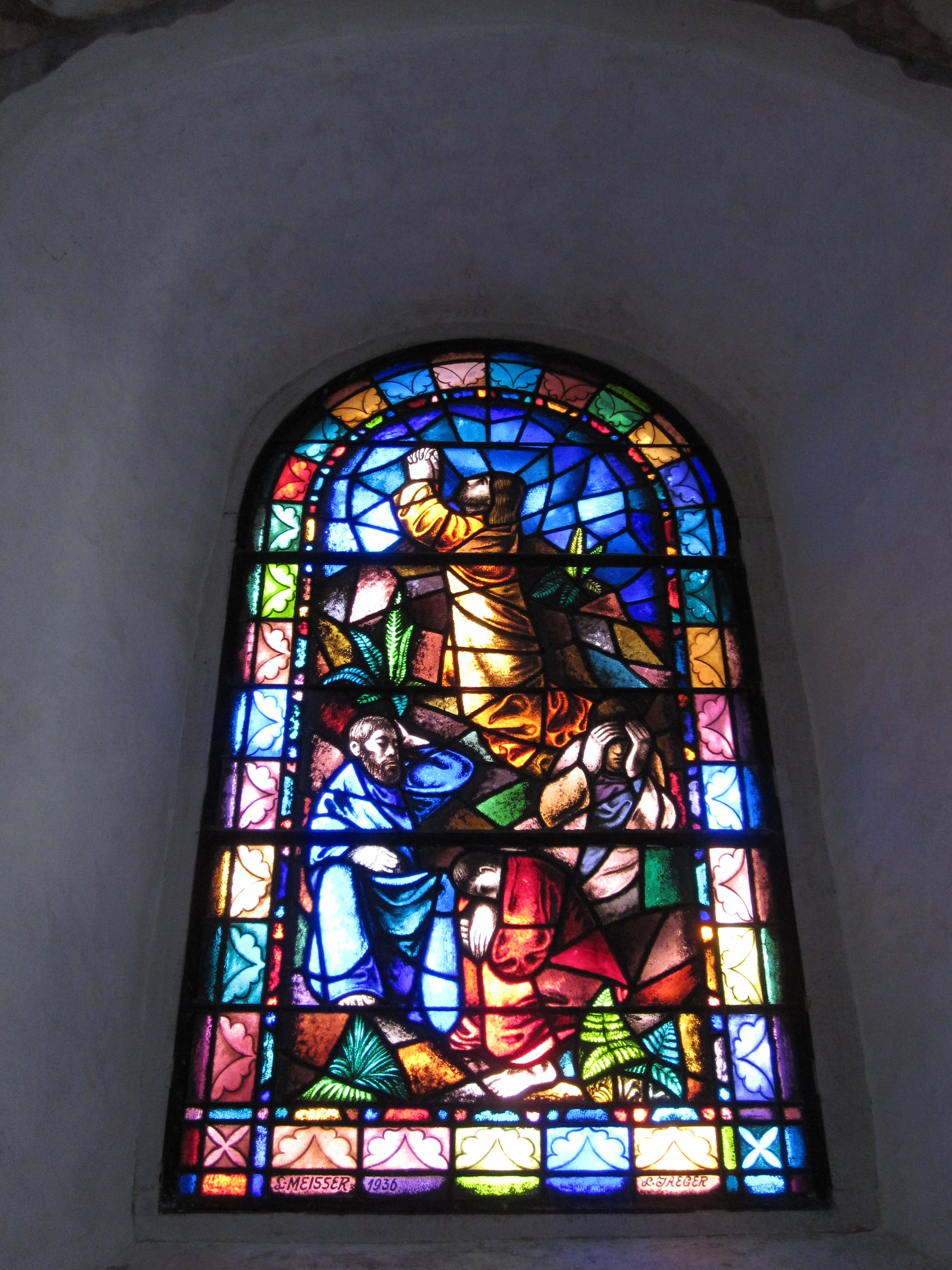
Fenster im Chor: Jesus im Garten Gethsemane, schlafende Jünger
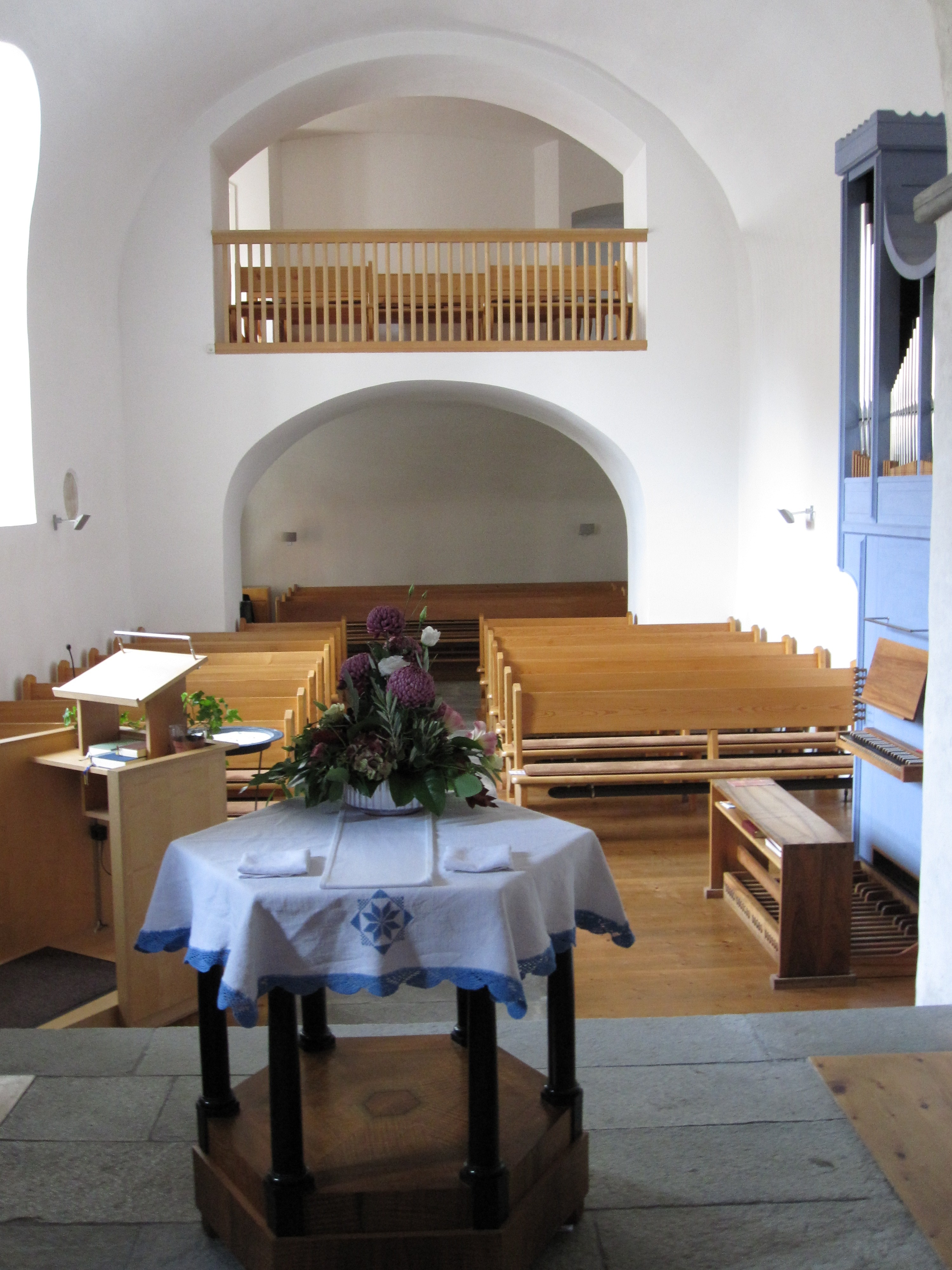
Blick aus dem Chor in das Schiff und auf die Empore
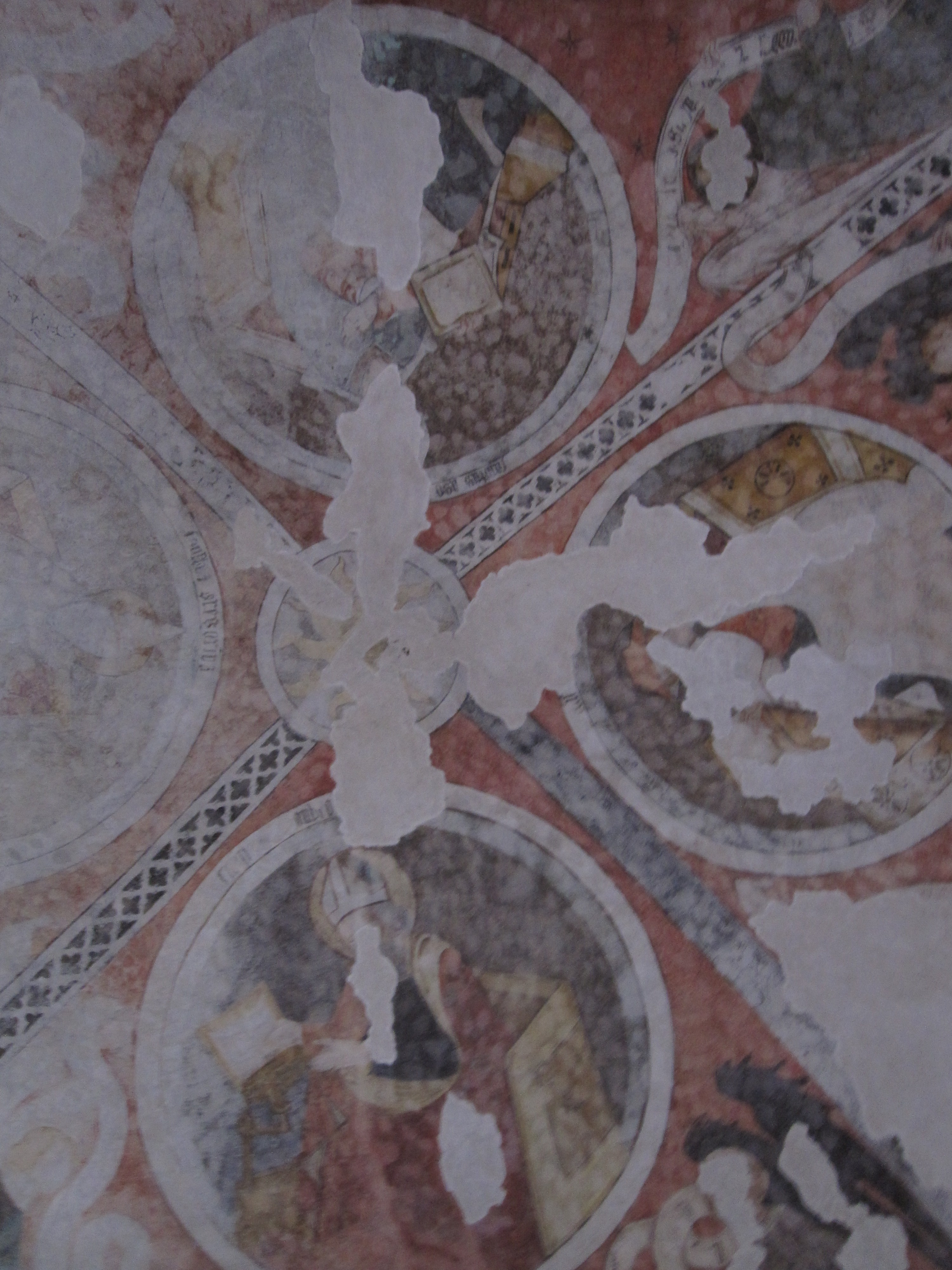
Freskendecke im Chor